# 976 Benjamina
976 Benjamina eller 1922 LU är en asteroid i huvudbältet, som upptäcktes 27 mars 1922 av den rysk franske astronomen Beniamin Zjechovskij i Alger. Den har fått sitt namn efter upptäckarens son.
Asteroiden har en diameter på ungefär 83 kilometer.